# Сядорга-Сирмы
Сядорга́-Сирмы́ (чув. Ҫатӑрка Ҫырми) — деревня в Канашском районе Чувашии, в составе Вутабосинского сельского поселения
Основана в 1649 году. Название произошло от чув. сатаркка — «густой, частый (о лесе), чаща» и чув. ҫырма — «овраг».
Расстояние до города Чебоксары — 103 км, до райцентра 13 км. В деревне 4 улицы: Шмидта, Карла Маркса, Новая, Чапаева. С 1913 по 2005 годы в деревне работала начальная школа.
В «Списке селений Казанской губернии» 1897 — Сядорга-Сирмы, д. Ч., 293 чел., Цивильский уезд, Новомамеевская волость. На 1 января 1999 года — 106 дворов, 345 чел.; 2002—337 чел., 2013—132 двора, 314 чел.